# Aequidens metae
Aequidens metae är en fiskart som beskrevs av Eigenmann 1922. Aequidens metae ingår i släktet Aequidens och familjen Cichlidae. Inga underarter finns listade i Catalogue of Life.